# Pour vivre heureux
Pour plus de détails, voir Fiche technique et Distribution.
Pour vivre heureux est un long métrage belge réalisé par Dimitri Linder et Salima Sarah Glamine, sorti le 5 décembre 2018.

## Synopsis
Amel et Mashir, deux jeunes bruxellois, s’aiment en secret. Ni leurs parents, ni leurs amis ne se doutent de leur relation et encore moins de leur projet de passer l’été ensemble à Londres. Le jour où la famille de Mashir décide de le marier à sa cousine Noor, qui est aussi l’amie d’Amel, c’est tout leur monde qui s'écroule. Comment pourront-ils sauver leur amour sans faire souffrir tous ceux qui les entourent ? 

## Fiche technique
- Titre : Pour vivre heureux
- Réalisation : Salima Sarah Glamine et Dimitri Linder
- Scénario : Salima Sarah Glamine et Dimitri Linder
- Directeur de la photographie : Joachim Philippe
- Monteur : Mathieu Toulemonde
- Décors : Laurie Colson
- Costume : Magdalena Labuz
- Musique: Antoine Honorez
- Sociétés de production : Tarantula Belgique et Tarantula Luxembourg
- Sociétés de distribution : O'Brother Distribution (Belgique)
- Vendeur international : MPM PREMIUM, Paris (France)
- Pays d'origine : Belgique-Luxembourg
- Durée : 88 minutes
- Genre : Drame social
- Date de sortie : Belgique : 5 décembre 2018

## Distribution
- Sofia Lesaffre : Amel
- Christopher Zeerak : Mashir
- Pascal Elbé : Karim
- Atiya Rashid : Noor
- Arsha Iqbal : Sima
- Javed Khan : Tarik
- Salomé Dewaels : Chloé
- Aurélie Meriel : Natalie
- Naheed Mirza : Rania
- Deepak Gianchandani : Ali
- Lubna Farooq : Hanna
- Waqas Ishaq : Amin
- Samira Syed : Mariaam
- Étienne Halsdorf : Jordan

## Récompenses
- Prix du Public au Festival International du Film Francophone de Namur (Belgique - 2018)
- Prix de la Critique au Festival International du Film Francophone de Namur (Belgique - 2018)
- Prix Cinévox au Festival International du Film Francophone de Namur (Belgique - 2018)
- Prix du Public au Festival du Cinéma Méditerranéen de Bruxelles (Belgique - 2018)
- Mention Spéciale au Festival de la Ciotat – Berceau du cinéma (France - 2019)
- Prix de la meilleure fiction au festival Brussels in love (Belgique - 2019)
- Prix de la mise en scène au festival d'Aubagne (France - 2019)
- Prix du public au Festival Effervescence de Mâcon (France - 2019)

## Nominations et sélections
- Festival International du Film Francophone de Namur (Belgique - 2018)
- Festival international du film de Rome (Italie - 2018)
- Festival du Film Européen de Virton (Belgique - 2018)
- Festival du film de Moustier (Belgique - 2019)
- Festival du Cinéma Méditerranéen de Bruxelles (Belgique - 2018)
- Festival international du premier film d'Annonay (France - 2019)
- Glasgow Film Festival (Royaume-Uni - 2019)
- BUFF (Suède - 2019)
- Festival international du film d'Aubagne ( France - 2019)
- Festival effervescence de Macon (France - 2019 )
- Festival de La Ciotat – Berceau du cinéma (France - 2019)
- Festival international du film de Mons (Belgique - 2019)
- Festival Brussel in love (Belgique - 2019)
- Festival du film de Cabourg (France - 2019)
- Festival du film de Zlín (République Tchèque - 2019)
- Festival Terre des femmes (Allemagne - 2019 )
- Magritte 2020 :
  - Magritte du meilleur premier film